# Bainu
Bainu（Bainu在蒙文的意思是“你好吗？”）是一个蒙古语社交网站和軟件，由内蒙古zuga科技有限公司于2015年1月推出。截至2020年它有大约40万用户，90%用户位於內蒙古，其中27%用戶位於锡林郭勒盟，13%用戶位於赤峰市，12%用戶位於呼和浩特市；這相對於統計數字中高校學生較集中的呼和浩特來比較，統計反而更貼近「非高校所在地但蒙古族聚居的地方」。
2020年8月23日，內蒙古政府為禁止蒙古族讨论內蒙古小学推行的“双语教学”议题，於是令Bainu關閉至另行通知。 